# Wolfgang Heimbach
Wolfgang Heimbach (ca. 1615 i Ovelgönne i Oldenburg – tidligst 1678) var en tysk maler.

## Uddannelse
Hans forældre var kornskriver hos grev Anton Günther af Oldenborg, Wolf Heimbach fra Thüringen og NN. Man antager, at det er ham, der kaldes "den stumme maler", et tilnavn, der dog undertiden også tillægges en anden kunstner, der kaldes Jørgen Maler. Da Heimbach røbede lyst til malerkunsten, kom han i lære hos en kunstmaler, rejste derpå til Nederlandene og Italien og forblev udenlands i tolv år. Han skal ved sit talent have vundet pavens, flere kardinalers og andre fornemme herrers yndest. Allerede fra 1635 nævnes billeder af ham i Palamedes' maner.
Han menes at have været i Sydtyskland 1640 på grund af stoletyperne på 1 natstykke fra 1640 i Kunsthistorisches Museum i Wien og havde ophold i Rom ifølge et portræt fra 1645 af pave Innocens X Pamphili i Statens Museum for Kunst, to natstykker i Galeria Doria-Pamphili, Rom og 2 tilsvarende i Galeria Borghese, Rom. Heimbach blev anbefalet af storhertugen af Toscana til guvernøren af Casa Santa Loreto 1646; var i Bøhmen 1651 med hjemrejse fra Prag over Nürnberg til Bruxelles samme år og var tilbage i Oldenburg 1652.

## Karriere
Heimbach var i fyrst Octavio Piccolominis tjeneste i Bøhmen, hvor han også leverede arbejder til kongen af Ungarn, senere kejser Ferdinand III 1651. Han blev ansat hos greven af Oldenburg Anthon Günther 1652.

### Virke i Danmark
Til Danmark må han være kommet endnu i Christian IV's tid, da portrætter af dennes sønner prins Christian (død 1647) og prins Frederik er malede af ham. De bevares på Rosenborg Slot. Han var hofmaler hos Frederik III ca. 1653-61.
Et Portræt af en læge, i virkeligheden forestillende Jakob Nordmand, betegnet med monogram, er malet 1654; Ulrik Christian Gyldenløves portræt, stukket af Albert Haelwegh, er fra 1659. I 1665 søgte han om orlov, for at rejse til Oldenburg, men kom dog som det synes igen til København for at male sit store billede, forestillende Frederik III's hylding på Slotspladsen, som blev færdigt 1666. Her malede han også det grevelig Güntherske familiestykke, der er betegnet med navn og årstallet 1667 (Statens Museum for Kunst), hvorefter han den 21. august 1667 fik rejsepenge og skal være taget til Oldenburg. Af årstal på billeder ses, at Heimbach endnu levede 1675. Billeder, hvis tilblivelsestid ikke kan bestemmes, hvorvel de synes malede i Danmark, er: de to enkelte portrætter af greve Anton Günther af Oldenburg og hans gemalinde, som bevares på Rosenborg, portræt af dronning Sophie Amalie i bondepigedragt, som hun bar på en maskerade (Rosenborg), et natstykke med flere personer i helfigur, som er betegnet med kunstnerens monogram, og portræt af pave Innocens X. De to sidstnævnte tilhører Statens Museum for Kunst.
Fra 1670 var Heimbach tilbage i sit hjemdistrikt og stod i tjeneste hos fyrstbiskop Christoph Bernhard von Galen i Coesfeld. Her er han formentlig død nogle år senere.
Han var ugift.